# Маркович-Село
45°16′ пн. ш. 15°11′ сх. д. / 45.26° пн. ш. 15.19° сх. д.
Маркович-Село (хорв. Marković Selo) — населений пункт у Хорватії, у Карловацькій жупанії у складі міста Огулин.

## Населення
Населення за даними перепису 2011 року становило 56 осіб.
Динаміка чисельності населення поселення: